# Srebrenica
Srebrenica (en serbe cyrillique : Сребреница, /srêbrenit͡sa/) est une ville et une municipalité de Bosnie-Herzégovine située dans la république serbe de Bosnie. Selon les premiers résultats du recensement bosnien de 2013, la ville intra muros compte 2 607 habitants et la municipalité 15 242.
Le nom de Srebrenica lui vient des anciennes mines d'argent exploitées jusqu'au XVIIIe siècle, dont Dubrovnik était le débouché naturel à l'époque ottomane (srebro signifie « argent » en bosnien et serbe, d'où aussi son nom latin d'Argentina). Pendant la guerre de Bosnie la ville a été le théâtre d'un massacre qui a valu à ses responsables une condamnation pour génocide. Aujourd'hui, elle a pour industrie des mines de sel et une station thermale.

## Géographie

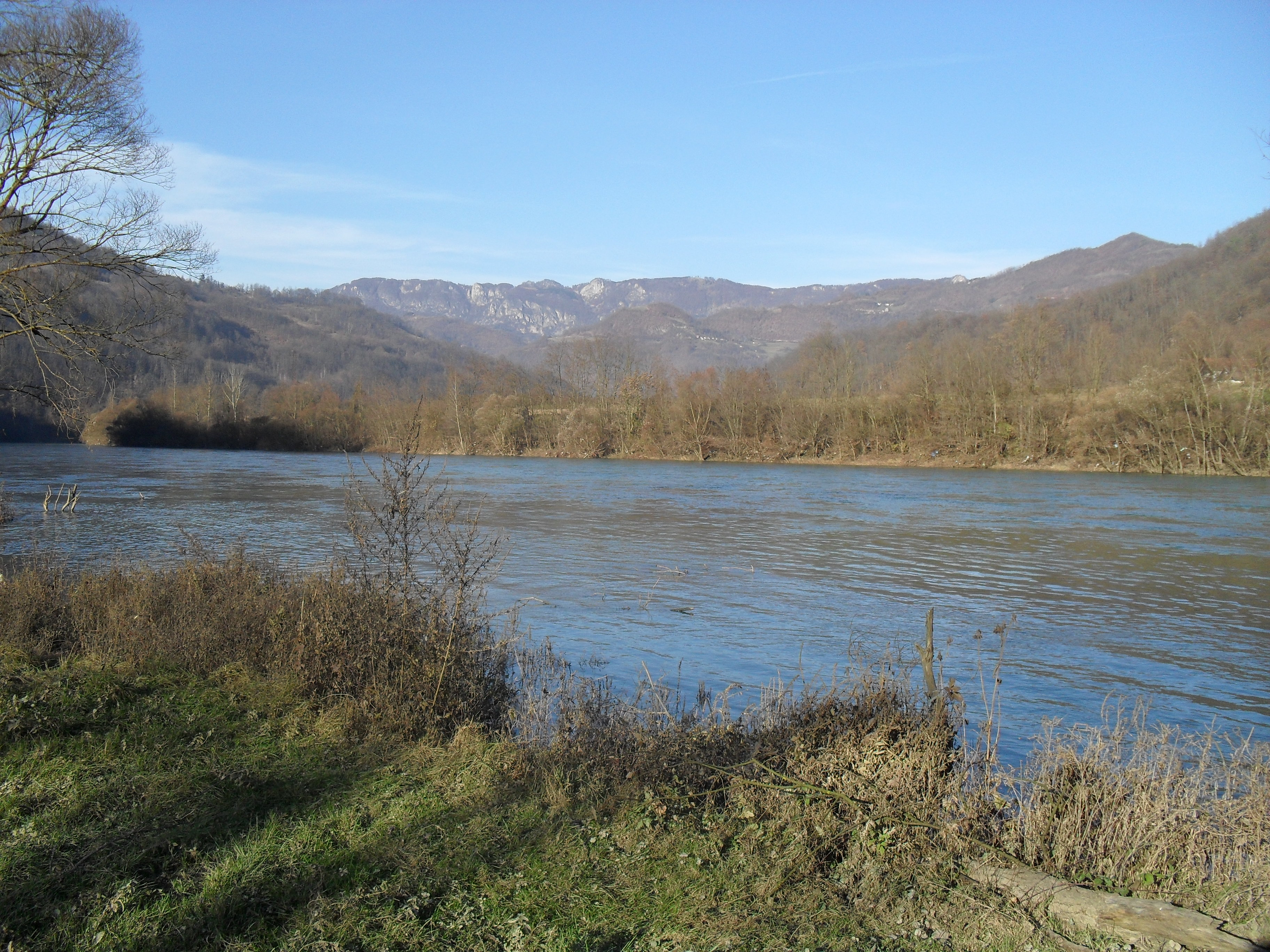
La Drina près du village de Petriča.

## Histoire

### Guerre de Bosnie-Herzégovine
Pendant la guerre de Bosnie, la ville fut assiégée par les forces serbes et fut le théâtre en juillet 1995 du génocide sur plus de 8 000 Bosniaques. Les exécutions sommaires ont surtout été perpétrés sur des hommes et des garçons de la ville.

## Localités

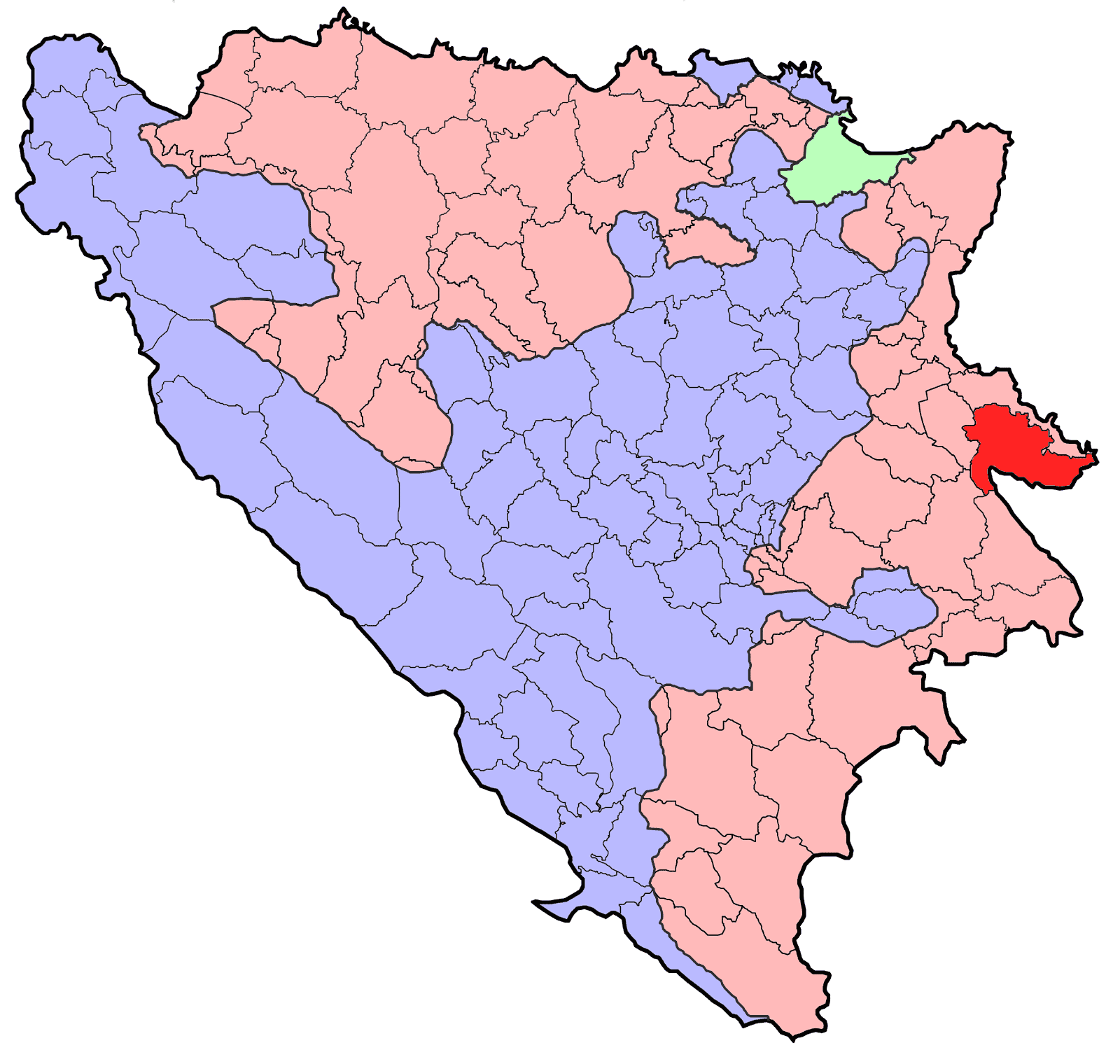
Localisation de la municipalité de Srebrenica en Bosnie-Herzégovine

La municipalité de Srebrenica compte 81 localités :
| - Babuljice - Bajramovići - Beširovići - Blažijevići - Bostahovine - Božići - Brakovci - Brezovice - Brežani - Bučinovići - Bučje - Bujakovići - Crvica - Čičevci - Dimnići - Dobrak - Donji Potočari | - Fojhar - Gaj - Gladovići - Gođevići - Gornji Potočari - Gostilj - Kalimanići - Karačići - Klotjevac - Kostolomci - Krnjići - Krušev Do - Kutuzero - Liješće - Likari - Lipovac - Luka | - Ljeskovik - Mala Daljegošta - Međe - Miholjevine - Milačevići - Moćevići - Nogačevići - Obadi - Opetci - Orahovica - Osatica - Osmače - Osredak - Pale - Palež - Peći - Pećišta | - Petriča - Podgaj - Podosoje - Podravno - Postolje - Poznanovići - Pribidoli - Pribojevići - Prohići - Pusmulići - Radoševići - Radovčići - Rađenovići - Ratkovići - Sase - Skelani - Skenderovići | - Slatina - Srebrenica - Staroglavice - Sućeska - Sulice - Šubin - Tokoljak - Toplica - Urisići - Velika Daljegošta - Viogor - Žabokvica - Žedanjsko |

## Démographie

### Villeintra muros

#### Évolution historique de la population dans la villeintra muros
| 1948 | 1953 | 1961 | 1971  | 1981  | 1991  | 2013  |
| ---- | ---- | ---- | ----- | ----- | ----- | ----- |
| -    | -    | -    | 3 088 | 4 512 | 5 746 | 2 607 |

|  |

### Municipalité

#### Évolution historique de la population dans la municipalité
| 1971   | 1981   | 1991   | 2013   |
| ------ | ------ | ------ | ------ |
| 33 357 | 36 292 | 36 666 | 15 242 |

#### Répartition de la population par nationalités dans la municipalité (1991)
En 1991, sur un total de 36 666 habitants, la population se répartissait de la manière suivante :

## Politique
Le 24 mars 2007, l'Assemblée municipale de Srebrenica a adopté une résolution demandant l'indépendance vis-à-vis de la république serbe de Bosnie ; les membres serbes de l'assemblée ont refusé de prendre part à ce vote.

### Élections locales de 2012
À la suite des élections locales de 2012, les 23 sièges de l'assemblée municipale se répartissaient de la manière suivante, :
| Parti                                                           | Sièges |
| --------------------------------------------------------------- | ------ |
| Alliance du Parti d'action démocratique (SDA)                   | 7      |
| Alliance des sociaux-démocrates indépendants (SNSD)             | 6      |
| Parti démocratique serbe (SDS)                                  | 3      |
| Parti social démocrate (SDP)                                    | 2      |
| Union pour un meilleur futur de la Bosnie-Herzégovine (SBB BiH) | 2      |
| Alliance démocratique nationale (DNS)                           | 1      |
| Srebrenica progressiste (SNS et DP)                             | 1      |
| Minorités nationales                                            | 1      |

Ćamil Duraković, sans étiquette, a été élu maire de la municipalité,. Il est battu à l'élection de 2016 par Mladen Grujičić, un serbe de Bosnie, du Zajedno za Srebrenicu.

## Personnalités
- Naser Orić, officier militaire bosniaque.
- Emir Suljagić (en), écrivain.
- Hamza Alić, athlète bosnien.
- Asmir Suljić (en), footballeur.

## Jumelages
- Stara Pazova (Serbie) ;
- Taza (Maroc).